# Argo Finanziaria
La Argo Finanziaria S.p.A. è la holding di Partecipazioni della Famiglia Gavio, la quale, attraverso la Holding Aurelia s.r.l., ne detiene il controllo.
Il settore della logistica fa capo alla Gavio S.p.A., una sub-holding a cui fanno capo tutte le società del settore trasporti, interporti e terminal portuali.
Ad Argo Finanziaria fa capo la Appia Immobiliare s.r.l. e, tramite la Finanziaria delle Costruzioni (FINCO), la Codelfa S.p.A., la quale, dopo la scissione parziale, ha conferito in Itinera S.p.A. il ramo industriale della costruzione dei prefabbricati, rimanendo attiva solo nel campo immobiliare.
A Finco S.p.A. fanno capo altre imprese di costruzioni edili, stradali, civili e industriali quali la Interstrade S.p.A., la SEA S.p.A., la Strade Costruzioni Generali S.p.A. e altre minori.
Il Gruppo CIE Compagnia Italiana Energetica S.p.A. è una sub-holding per il settore energetico a cui fanno capo numerose società attive nella produzione, distribuzione e vendita di energia elettrica.
La PCA Brokers S.p.A. è la società del gruppo Argofin che è attiva nel settore assicurativo.
La Argofin è inoltre presente nel settore della nautica con le società Baglietto S.p.A., Cerri Cantieri Navali S.p.A. e Bertram Yacht inc.
Il settore delle concessioni Autostradali e delle infrastrutture è controllato dalla sub-holding quotata ASTM S.p.A., la quale, dopo la riorganizzazione del gruppo Gavio, con l'ingresso del fondo francese Ardian, è passata sotto il controllo di una nuova holding (Nuova Argo Finanziaria S.p.A.) posseduta da Aurelia al 60% e da Ardian al 40%.

Dopo tale riorganizzazione si è provveduto alla fusione ASTM S.p.A. - SIAS S.p.A. realizzando così un accorciamento della catena di controllo e accentrando tutte le concessioni sotto il controllo diretto della ASTM che controlla inoltre il Gruppo Itinera S.p.A., attivo nella realizzazione di grandi opere infrastrutturali, in forte crescita ed espansione soprattutto negli Stati Uniti e nell'America Latina.
ASTM è il quarto operatore autostradale al mondo con 4,000 km di rete in concessione: 1460 km in Italia dove è il secondo gestore, solo dopo Autostrade per l'Italia e 1860 km in Brasile con EcoRodovias, controllata attraverso IGLI S.p.A. e il resto nel Regno Unito con Road Link Ltd.

## Il gruppo
Le principali società controllate tramite le holding Aurelia ed Argo Finanziaria sono:
- ASTM
  - Holding nei settori della progettazione, costruzione e gestione di reti infrastrutturali.
- Concessioni autostradali
  - attraverso EcoRodovias in Brasile (tramite la controllata IGLI S.p.A.)
- Costruzioni
  - Itinera
  - Interstrade
- Ingegneria
  - Sina
  - Sineco
- Trasporti e logistica
  - Gavio
  - Autosped G
  - Terminal San Giorgio
  - G&A,
  - Gavio & Torti
  - Autoservice 24
  - Tomato Farm
  - Transpe
  - TRA.N.SIDER
  - ASG SCARL
  - Valsecchi
  - Gale Trasporti
  - Omt
  - Bio
  - Terminal Frutta Trieste
  - Cargo Clay Logistics
  - Logika
  - FA Chemical Logistics
- Tecnologia
  - Sinelec
  - Euroimpianti Electronic
- Nautica
  - Baglietto
  - Bertram Yacht
  - CCN - Cerri Cantieri Navali
- Brokeraggio assicurativo
  - PCA

## Precedenti partecipate
La Argo Finanziaria oltre al settore autostradale, opera nel campo delle infrastrutture attraverso la A.C.I. Argo Costruzioni Infrastrutture S.c.p.A. la quale raggruppa numerose imprese di costruzioni tra le quali la Itinera S.p.A. (che si è fusa con la Grassetto), la Codelfa spa, la Sea spa, la Interstrade spa, segnaletica stradale srl ed altre partecipazioni.
Nel corso del 2007 la Argo Finanziaria è entrata nell'azionariato del consorzio IGLI S.p.A., insieme all'Immobiliare Lombarda S.p.A.(Gruppo UnipolSai) e ad Autostrade per l'Italia con quote paritetiche del 33,3%. Igli Spa allora controllava l'ex Impregilo S.p.A., colosso italiano delle costruzioni e delle infrastrutture in precedenza controllato dalla finanziaria Gemina S.p.A..
Argo detiene inoltre partecipazioni in Milano Logistica S.p.A.(50%).
A seguito del salvataggio del gruppo Alitalia, la Argo Finanziaria ha acquistato attraverso la Finanziaria di Partecipazioni e Investimenti S.p.A. una quota pari al 2,4% di CAI S.p.A Compagnia Aerea Italiana.
La Cai è la nuova società guidata e partecipata da Roberto Colaninno (attraverso la Immsi S.p.A. con il 11,8%) e un'altra ventina di imprenditori italiani allo scopo di rilevare le attività di Alitalia ed AirOne S.p.A. per il suo rilancio.